# Барнабианткари
Барнабианткари (груз. ბარნაბიანთკარი) — село в Грузии, на территории Каспского муниципалитета края (мхаре) Шида-Картли.

## География
Село находится в центральной части Грузии, на правом берегу реки Тедзами (правый приток Куры), на расстоянии приблизительно 7 километров (по прямой) к западу от города Каспи, административного центра муниципалитета. Абсолютная высота — 568 метров над уровнем моря.

## Население
По результатам официальной переписи населения 2014 года, в Барнабианткари проживало 264 человека (128 мужчин и 136 женщин). В национальной структуре населения грузины составляли 99,2 %, армяне — 0,8 %.
| Год  | Население, человек |
| ---- | ------------------ |
| 2002 | 330                |
| 2014 | ↘ 264              |